# چشمه خشکک
چشمه خشکک، روستایی از توابع بخش خفر شهرستان جهرم در استان فارس ایران است.

## جمعیت
این روستا در دهستان راهگان قرار دارد و براساس سرشماری مرکز آمار ایران در سال ۱۳۸۵، جمعیت آن زیر سه خانوار بوده‌است.